# Terrance Gavan
Terrance Gavan (* 1970 im Vereinigten Königreich) ist ein britisches BNP-Mitglied, das 2010 zu einer elfjährigen Haftstrafe wegen illegalen Bombenbaus verurteilt wurde. Bei Gavan wurde „das größte Lager selbstgebauter Bomben in der britischen Geschichte“ gefunden.

## Hintergrund
Terrance Gavan lebte zusammen mit seiner Mutter in Batley, West Yorkshire. Der ehemalige Soldat der Royal Air Force und der Royal Dragoons wurde 1993 aus der Armee entlassen, nachdem er einen Freund in einem Pub mit einer geladenen Waffe bedrohte.
Gavan arbeitete zum Zeitpunkt der Hausdurchsuchung als Busfahrer. Die Polizei fand im Mai 2009 in seinem Haus 54 Sprengvorrichtungen, darunter Nagelbomben, Handgranaten und präparierte Zigarettenschachteln. Dazu kamen noch 12 Schusswaffen und mehrere Stich- und Schlagwaffen. Neben Briefen der British National Party fanden die Polizisten auch Ausgaben der BNP-Zeitschrift Hope and Glory sowie Bombenbauanleitungen. Gavan plante einen Anschlag auf ein Wohnhaus, das er im Zusammenhang mit den Terroranschlägen am 7. Juli 2005 in London im Fernsehen gesehen hatte. Die Polizei kam ihm auf die Spur, nachdem er einige Waffenteile auf einer Website angeboten hatte.
Obwohl Gavan seit 2007 BNP-Mitglied war und als Rassist bekannt war, wurde bei ihm keine ideologische Nähe zum Rechtsextremismus festgestellt. Er wurde als Einzeltäter verurteilt, der eine starke Obsession zu Waffen und Sprengstoff hatte.